# Sibalom
Sibalom é um município de  segunda classe de renda municipal (d) na província Antique, nas Filipinas. De acordo com o censo de 1 de maio  de  2020 possui uma população de 63 833 pessoas e 15 111 domicílios.